# Zsombok Zoltán
Zsombok Zoltán (Budapest, 1903. február 2. – Budapest, 1981. január 18.) magyar író, meseíró. A meseírás mellett grafológus, a matematikával is szenvedélyesen foglalkozó, számtalan sakk és logikai feladvány, rejtvény megalkotója.

## Életpályája
Írói tevékenysége mellett az egyik első rádiós szereplő volt. 1926-tól a Magyar Rádióban Bergengóc bácsiként olvasta fel meséit a gyerekeknek. Ezt követte grafológiai szakkönyvének, majd első mesekönyvének, a Bundás Barna a Hargitában című regényes meséjének a megjelenése 1926-ban. Hosszú eltiltás után, halála előtt 3 évvel, 1978-ban adták ki újabb önálló kötetét, az Éneklő Kakas című mesekönyvét, amely nem sokkal később, finn fordításban, Finnországban is a könyvesboltok polcaira került. Meséi még számos gyűjteményben, mese antológiákban, valamint újságokban – Nők Lapja, a szlovák Kisépítő, Füles – jelentek meg. A 2013-ban kiadott - A Nagypapa meséi - új kötet anyaga korábban még nem publikált gyűjteményéből való, mivel az évtizedek során közel 3000 önálló történetet írt. Írásai a gyermekekhez szóló tiszta, gyakran megható, vagy éppen játékos történetei, őszinteségével a felnőtteket is megérinti. 1981-ben, 78 éves korában hunyt el Budapesten.

## Munkái

### Önálló kötetek
- Bundás Barna a Hargitában - (Nánay Árpád rajzai) Uránia Könyvkiadó Vállalat (1926)
- Az éneklő kakas - (Szenes Zsuzsa rajzai) Móra Ferenc Ifjúsági Könyvkiadó (1978) ISBN 9631111512
- Laulava kukko - unkarilaisia satuja - (Elisha Oesch rajzai) Helsinki: Librum (1981) ISBN 9518620229
- A nagypapa meséi (Szűcs Richárd rajzai) Playon Magyarország (2013) ISBN 9789638962225
- Macóka meséi; Storyteller Kft., Bp., 2014
- Peti meséi; Storyteller Kft., Bp., 2014
- Senki és Valaki; Storyteller Kft., Bp., 2016

### Antológiák
- Egyszer volt... Mesék - Móra Ferenc Ifjúsági Könyvkiadó (1969)
- A mesélő kert - Móra Ferenc Ifjúsági Könyvkiadó (1972)
- A mesélő kert-Félszáz mai magyar mese - Móra Ferenc Ifjúsági Könyvkiadó (1975) ISBN 963-11-0381-1
- Csupa új mese-Negyvenkilenc új magyar mese - Móra Ferenc Ifjúsági Könyvkiadó (1976) ISBN 963-11-0420-6
- Anyukám képeskönyve - Közgazdasági és Jogi Könyvkiadó (1984) ISBN 963-223-314-x

### Rádió felvételek
- Elveszett a király koronája – mese, Magyar Rádió (1971)
- Öreg kutya, cirmos macska – mese, Magyar Rádió (1976)
- Nagyotmondó öreg huszár – mese, Magyar Rádió (1979)
- A mátkát kereső királyfi – mese, Magyar Rádió (1979)
- A kék rózsák – mese, Magyar Rádió (1979)
- Az aranylabda – zenés mese, Magyar Rádió (1979)
- Jancsi bohóc – mese, Magyar Rádió (1979)
- Mese a kópé diákról – mese, Magyar Rádió (1980)

### Külső hivatkozások
- https://web.archive.org/web/20140112171117/http://85ev.radio.hu/index.php?option=com_content&task=view&id=1711&Itemid=166
- https://web.archive.org/web/20140112170811/http://www.napocska.hu/23-eves-nagypapa-evszazados-mesei/
- https://web.archive.org/web/20140112170719/http://www.mimicsoda.hu/print.php?id=814